# 戸田市立戸田第二小学校
戸田市立戸田第二小学校（とだしりつ とだだいにしょうがっこう）は、埼玉県戸田市にある公立小学校。

## 歴史
- 1952年（昭和27年） - 戸田町立戸田第二小学校として戸田第一小学校から分離し開校。
- 2005年（平成17年） - 新校舎竣工

## 所在地
埼玉県戸田市喜沢南二丁目2番37号

## 学校教育目標
心豊かに　21世紀を　たくましく　生き抜く　子
- 創造性
- 問題発見力
- 論理力
- 学ぶ主体性

## 著名な出身者
- 権田寛奈（バレーボール選手：埼玉上尾メディックス）